# Body

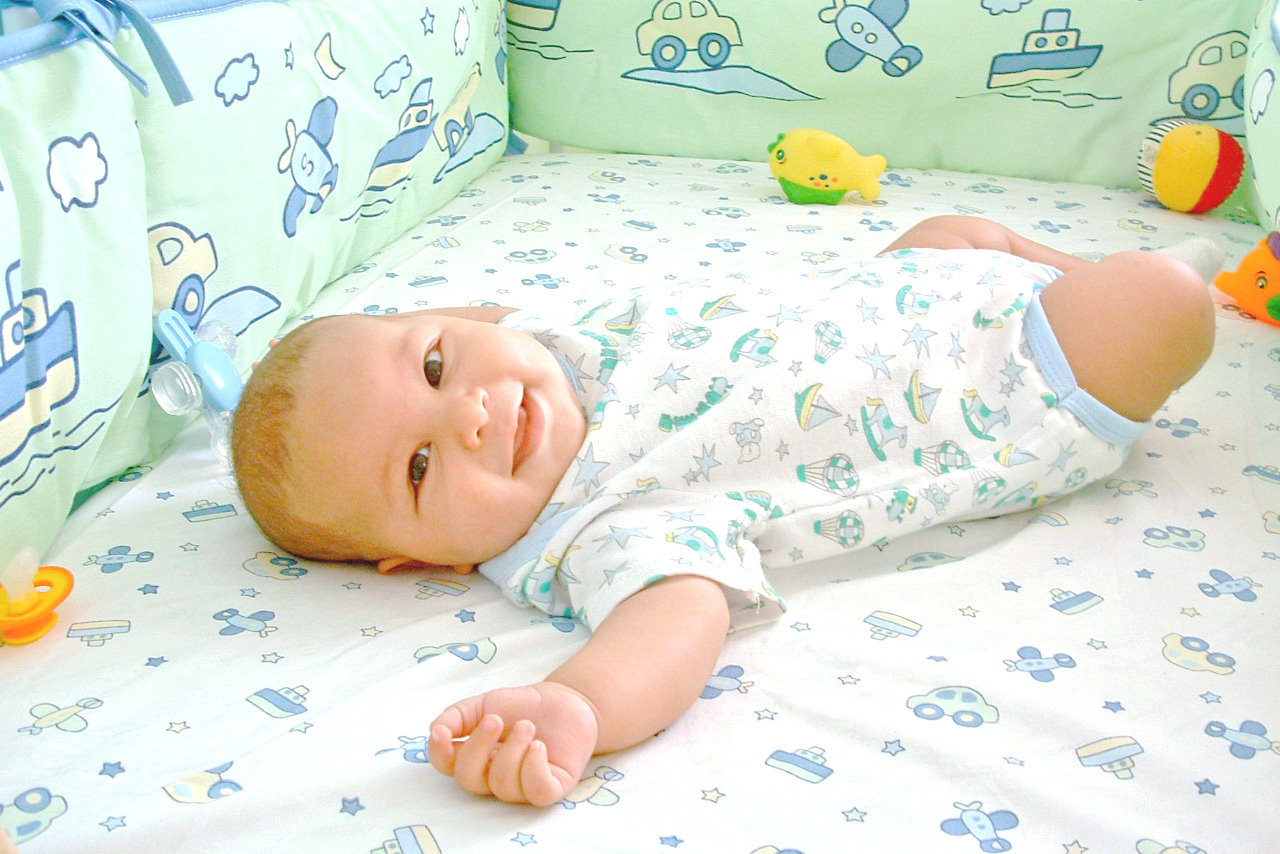
Bebé con un body.

Body (cuerpo en español), es una prenda interior de una sola pieza que cubre el tronco, pero no las extremidades; esta prenda es usada como ropa interior por mujeres y bebés, con la variante especialmente estos últimos de poder tener mangas, incluso mangas largas.
Si bien el tejido puede ser cualquiera, es muy habitual el uso de algodón, como suele suceder en la ropa interior. Por su forma, se puede introducir por la cabeza o por los pies. En su parte inferior tiene dos prolongaciones, una frontal y otra trasera, que lo cierran en la entrepierna mediante corchetes. En el caso de los bebés, este sistema permite un acceso rápido al pañal que puede así cambiarse con facilidad.